# 科珀瓦爾 (加利福尼亞州)
科珀瓦爾（英語：Coppervale）是位於美國加利福尼亞州拉森縣的一個非建制地區。該地的面積和人口皆未知。

## 地理
科珀瓦爾的座標為40°20′48″N 120°54′18″W / 40.34667°N 120.90500°W，而該地的平均海拔高度為1586米（即5203英尺）。